# Charles Greeley Abbot
 (octobre 2015).
Si vous disposez d'ouvrages ou d'articles de référence ou si vous connaissez des sites web de qualité traitant du thème abordé ici, merci de compléter l'article en donnant les références utiles à sa vérifiabilité et en les liant à la section « Notes et références ».
Pour les articles homonymes, voir Abbot.
Charles Greeley Abbot, né le 31 mai 1872 à Wilton au New Hampshire et mort le 17 décembre 1973, est un astrophysicien, astronome et secrétaire américain au Smithsonian Institution.

## Biographie
Charles Greeley Abbot est né en 1872.
Il a obtenu un diplôme du MIT en 1894 dans le domaine de la physique chimie. Samuel Pierpont Langley cherchait un assistant à l'observatoire d'astrophysique du Smithsonian Astrophysical Observatory, et embaucha Abbot en 1895 en raison de ses compétences.
Il a le premier en 1903, déterminé la répartition de l'énergie dans le spectre solaire et grâce au pyrhéliomètre donné une valeur de la température du Soleil.
En 1907 il devient le directeur du Smithsonian Astrophysical Observatory.
Il fut lauréat du prix Rumford en 1915 pour ses travaux sur le rayonnement solaire. En effet, il a terminé la cartographie du spectre infrarouge solaire et a fait des recherches sur les variations du rayonnement solaire, son lien avec le cycle des taches solaires et son effet sur la variation de temps.